# 4088 Baggesen
4088 Baggesen eller 1986 GG är en asteroid i huvudbältet som upptäcktes den 3 april 1986 av den danska astronomen Poul Jensen vid Brorfelde-observatoriet. Den är uppkallad efter den danske författaren Jens Baggesen.
Asteroiden har en diameter på ungefär 6 kilometer.